# IC 359
IC 359 — галактика типу E-S0 (еліптична спіральна галактика) у сузір'ї Телець.
Цей об'єкт міститься в оригінальній редакції індексного каталогу.